# Widow's Weeds
Widow's Weeds es el primer disco de larga duración de la banda noruega de metal gótico Tristania, publicado en marzo de 1998 por la etiqueta austríaca Napalm Records.
En él se crean atmósferas similares a las del doom metal, sin dejar de lado los característicos elementos que definen el metal gótico.
En este álbum se incluyeron dos temas del EP Tristania lanzado el año anterior: "Pale Enchantress" y "Midwintertears".
En la mayoría de las canciones la participación de Vibeke Stene se realizó en partes esencialmente calmas y melódicas. Mientras tanto, Morten Veland se acreditó en la composición de todos los temas, así como en la guitarra y las voces guturales.
Como único sencillo, se lanzó la canción "Evenfall", acompañada de un vídeo musical que combina algunas escenas de su exitosa gira europea Widow's Tour de inicios de 1999.

## Concepto musical
Inmediatamente después de la publicación de su primer EP, la banda firmó un contrato de tres álbumes con la etiqueta austríaca Napalm Records, con la cual realizaron sus primeras giras de conciertos.
Los sonidos y estilo son los tradiciones del death / doom, aunque a veces recuerdan al black metal sinfónico noruego. De hecho, los riffs pesados de guitarra se complementan con elementos propios de la tradición musical de los países nórdicos: en primer lugar la voz etérea de la soprano Vibeke Stene, y en segundo lugar, se presentan algunos otros componentes sinfónicos, tales como coros clásicos, violín y piano. Todo esto se alterna con la habilidad para dar lugar a las melodías lentas y tristes, a veces sombrías y opresivas, pero nunca aburridas.
Los temas son típicos de la literatura gótica, sobre todo definido por la descripción de los diferentes estados de ánimo, aspecto que en este disco se hizo uso de metáforas naturales. Las letras son en inglés y sigue las convenciones establecidas en esa parte por sus coterráneos de Theatre of Tragedy, lo que implica el uso de textos anglosajones.
La gran variedad de sonidos, que van desde voces guturales hasta el virtuosismo de las cuerdas, se aprecian sobre todo en temas épicos como "Evenfall", la cual es considerada por muchos como la mejor canción de Tristania.

## Lista de canciones
| N.º | Título               | Letras        | Música    | Duración |  |
| 1.  | «Preludium...»       | Instrumental  | Tristania | 1:09     |  |
| 2.  | «Evenfall»           | Morten Veland | Tristania | 6:53     |  |
| 3.  | «Pale Enchantress»   | Morten Veland | Tristania | 6:31     |  |
| 4.  | «December Elegy»     | Morten Veland | Tristania | 7:31     |  |
| 5.  | «Midwintertears»     | Morten Veland | Tristania | 8:32     |  |
| 6.  | «Angellore»          | Morten Veland | Tristania | 7:16     |  |
| 7.  | «My Lost Lenore»     | Morten Veland | Tristania | 6:23     |  |
| 8.  | «Wasteland's Caress» | Morten Veland | Tristania | 7:40     |  |
| 9.  | «...Postludium»      | Instrumental  | Tristania | 1:10     |  |

### Edición Limitada con Bonus Tracks
La edición limitada de Widow's Weeds contiene dos canciones que son del EP Tristania:

| N.º | Título           | Letras        | Música                   | Duración |  |
| 10. | «Sirene»         | Instrumental  | Morten Veland/Einar Moen | 3:25     |  |
| 11. | «Cease To Exist» | Morten Veland | Morten Veland/Einar Moen | 9:17     |  |

- Existe un video para la canción "Evenfall", el cual inicia con la canción "Preludium..." y luego comienza con la canción en sí.

## Créditos

### Tristania
- Vibeke Stene - Voz y coros
- Morten Veland - Voz gutural, guitarra y coros
- Anders H. Hidle - Guitarra y coros
- Rune Østerhus - Bajo
- Einar Moen - Sintetizadores y programación
- Kenneth Olsson - Batería y coros

### Miembros de sesión
- Østen Bergøy - Voz Limpia en "Angellore" y coros
- Pete Johansen - Violín
- Hilde Egeland, Marita Herikstad, Hilde T. Bommen - Coros